# Josep Mompou
Josep Mompou Dencausse (Barcelona, 1888 - Vich, 1968) fue un pintor catalán.
Expuso individualmente por primera vez en 1908 en las Galeries Dalmau de Barcelona. Entonces, sin embargo, se dedicaba a un tipo de dibujo satírico de cariz decadentista, que también practicó en la revista "Papitu".
Dedicado a los negocios familiares -una importante fundición de campanas-, pero también a operaciones comerciales internacionales, viajó por toda Europa occidental y oriental y favoreció el desarrollo de la carrera musical de su hermano pequeño Frederic. A partir de 1917, intensificó su obra artística.
Perteneciente a la generación catalana del 1917, que superó conscientemente el Novecentismo, se convirtió en un pintor muy sintético, refinado y de un color arraigado a la estética fauve, vinculada al afrancesamiento de sus orígenes familiares y de su estilo. Hizo numerosas exposiciones individuales y colectivas, y en el decenio de los veinte y de los treinta mantuvo un taller en París, ciudad donde expuso repetidamente, presentado, entre otros por Waldemar George, mientras en Barcelona era representado por la Sala Parés. El Estado francés le adquirió parte de su obra -expuesta en el Musée de Castres- y el Toledo Museum of Art (Ohio), también, puesto que participó en varias exposiciones a los Estados Unidos.
De su obra destacan paisajes de la Costa Brava, de Mallorca, de París o de Normandía, interiores, naturalezas muertas y figuras. Por sus dimensiones y su carácter emblemático de los "felices años veinte" hay que remarcar su gran óleo Dancing (1929, Madrid, Museo Nacional Centro de Arte Reina Sofía).
Aficionado a la fotografía, buena parte de sus negativos, en placas de vidrio, se conservan en la Unidad Gráfica de la Biblioteca de Cataluña.
Una grave enfermedad que desembocó en la extirpación de un pulmón interrumpió su carrera en 1934, que no pudo reemprender del todo hasta los primeros años cuarenta, después de pasar la Guerra Civil en un sanatorio suizo. Durante la posguerra, aun así, reencontró su línea y de entonces datan algunos de sus óleos más destacados.
Ilustró también algunos libros de bibliófilo sobre textos de Tomàs Garcés, Juan Ramon Jiménez y otros, y cultivó el grabado calcográfico, especialmente dentro de las colecciones de la Rosa Vera. Fue, por otro lado, el primer renovador del tapiz catalán en la posguerra.
En 2009, la Fundación Caixa Catalunya le dedicó una amplia antología en La Pedrera.